# Zebłazy
Zebłazy (ukr. Зеблази), do 2021 Zebłozy (ukr. Зеблози) – wieś na Ukrainie, w obwodzie tarnopolskim, w rejonie krzemienieckim. W 2001 roku liczyła 149 mieszkańców.